# Світло зірок (оповідання)
«Сві́тло зіро́к» (англ. Star Light) — науково-фантастичне оповідання американського письменника  Айзека Азімова, вперше опубліковане у жовтні 1962 року журналом «Scientific American». Увійшло до збірки «Детективи Азімова» (1968).

## Сюжет
Артур Трент є спільником вченого Артура Бренмеєра. Бренмеєр понад 30 років планував втечу із солідним запасом дефіцитного металу «кріліуму», який є необхідним компонентом при виготовленні електронного мозку роботів; також є неофіційною міжнародною валютою.
Бренмеєр планує викрасти космічний корабель і відірватись від переслідування, здійснивши гіперстрибок навмання, оскільки розрахунок стрибка займає багато годин часу у бортового комп'ютера. За довгі роки Бренмеєр накопичив дані про спектри всіх відомих зірок, щоб після стрибка можна було визначити своє положення і здійснити наступний стрибок до однієї з планет, що не підтримують зв'язки з Землею.
Під час втечі Трент вбиває Бренмеєра і залишає ніж в тілі жертви, оскільки не збирається повертатись на Землю. Після гіперстрибка він виявляється біля яскравої зірки, але комп'ютер не може визначити її, а отже і власні координати. Трент здогадується, що ця зірка нещодавно стала новою і її немає в каталозі Бренмеєра. Не вміючи змінити алгоритм визначення своїх координат, Трент приречений на повільну смерть.